# Віллем Розебом
Віллем Розебом (нід. Willem Rooseboom; 9 березня 1843 — 6 березня 1920) — нідерландський військовий і політичний діяч, генерал-лейтенант, п'ятдесят четвертий генерал-губернатор Голландської Ост-Індії.

## Біографія

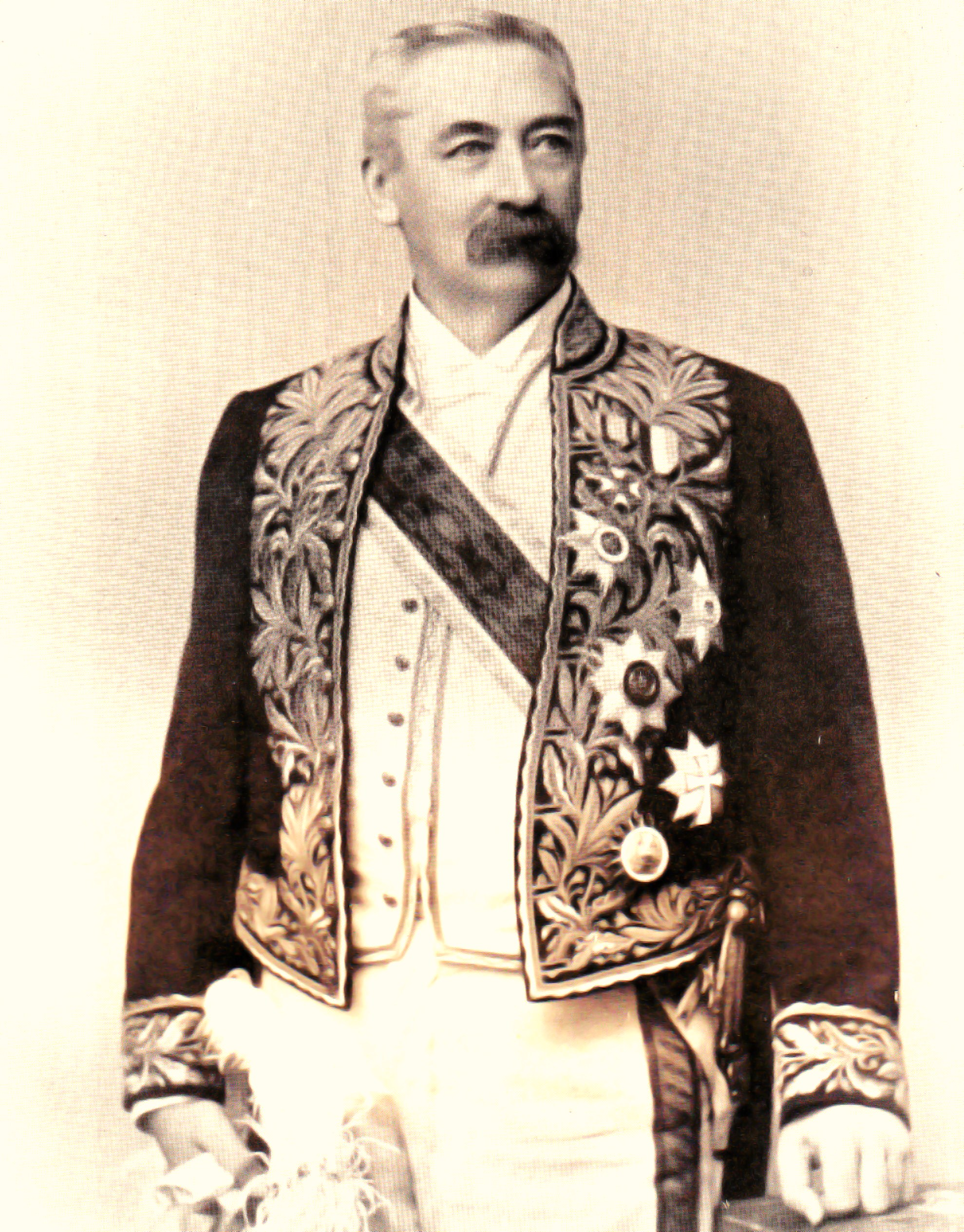
Віллем Розебом

Віллем Розебом народився в Амстердамі. Він навчався в Королівській військовій академії. В 1861 році отримав звання другого лейтенанта. В 1864 році він став старшим лейтенантом, в 1872 році отримав звання капітана і був призначений в генеральний штаб. 
В 1884 році він був обраний депутатом в нижню палату від Арнему (в 1888 році повторно від Амстердаму). Основну увагу приділяв військовому напрямку, був членом державної комісії з регулювання обов'язкової військової служби. В 1891 році переобраний не був, і зайнявся викладаням в Вищому військовому училищі (нід. Hogere Krijgsschool).
В цей час він займався науковою роботою, друкував статті в Militaire Spectator і De Gids. В 1894 році отримує звання полковника. В 1897 році він стає генерал-майором і командувачем  Лінії оборонних споруд Амстердама. 
Восени 1899 року Розебом був призначений новим генерал-губернатором Голландської Ост-Індії. Він намагався покращити оборону колоній, однак йому мало що вдалося досягти. Він не був добре ознайомлений з ситуацією в Ост-Індії. Під його керівництвом проходила пацифікація Ачеху, яку впроваджував ван Гьотц.
Після відставки в 1904 році він займав пост голови Державної комісії з воєнно-морського флоту Індій. Він написав два романи: Het Prinsesje під псевдонімом Генрі Ралофф і Een tiran in de tweede helft van de negentiende eeuw.
Віллем Розебом був нагороджений командором ордену Нідерландського лева, Великим хрестом ордену Оранських-Нассау і ордену Данеброгу, орденом «Османіє», орденом Корони Сіаму, орденом Камбоджі і лицарем першого класу ордену Червоного орла.
Він помер 6 березня 1920 року в Гаазі. Був кремований і похований на кладовищі Вестервельд.